# 电视史

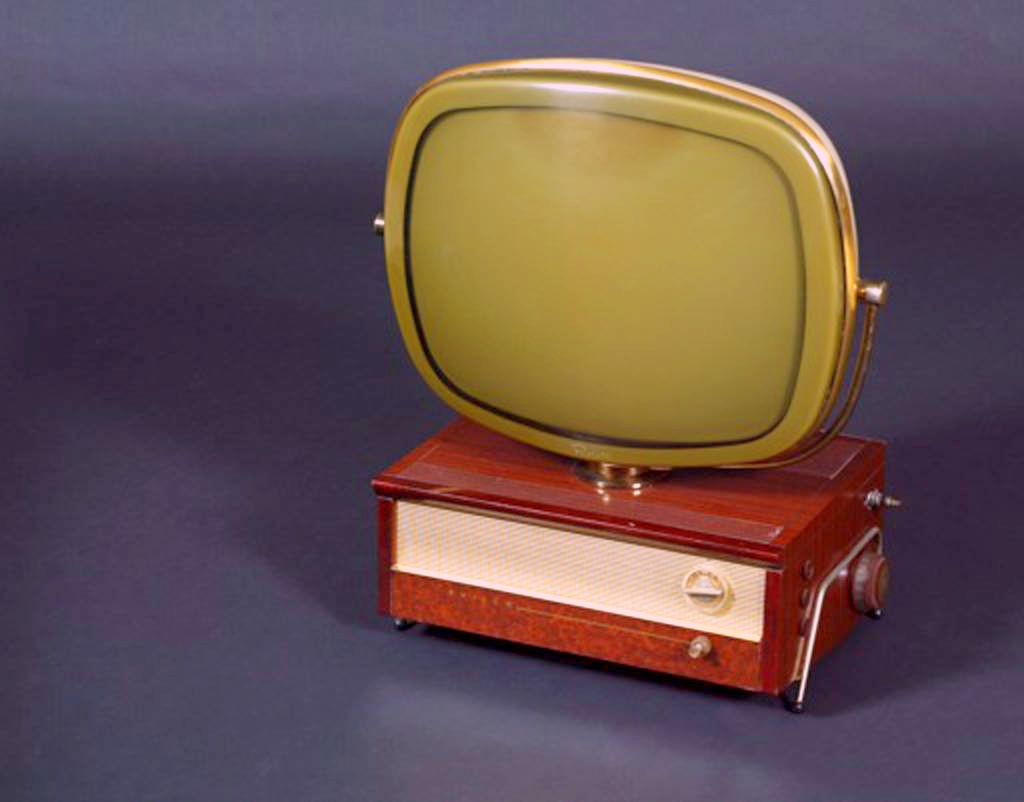
1958年的電視

电视的历史是十分复杂的。因为在同一个时期，有不同的人在做着不同或者类似的研究。电视的研究发明亦可以分为机械式电视与电子式电视和电视数字化这三个阶段；亦是从通过使用机电的方法来扫描、传输与复制影像后因數位摄影机与映象管技术的完善；机械式电视最终几乎由完全电子化的系统所取代；电视数字化亦是制作传播方式与接受方式数字化。但这种划分并不一定是事实，而只是理论上的划分。

## 历史

尼普科夫盘。这幅图展示了圆盘上一个个小孔随圆盘转动所形成的轨迹

电视亦可理解为电子机械式电视（electromechanical television）。我们知道，电视画面的运动是利用了人类视觉的错觉，即可以将一些快速出现的静态的画面“合成”运动的、连续的画面。如何快速地还原这些静态画面，从而使人能够产生错觉，就会有两种方式。其中一种就是机械式的还原方式亦就是尼普可夫圆盘。

### 机械式电视
德国科学家保罗·高特列本·尼普可夫早在1884年就提出并申请了世界上第一个机械式电视系统的专利，当时他只有23岁，还在德国读大学。经过研究他发现，如果把影像分成单个像点，就极有可能把人或景物的影像传送到远方。不久，一台叫作“电视望远镜”的仪器问世了。这是一种光电机械扫描圆盘，它看上去笨头笨脑的，但极富独创性。1884年11月6日，尼普可夫把他的这项发明申报给柏林皇家专利局。在他的专利申请书的第一页这样写道：“这里所述的仪器能使处于A地的物体，在任何一个B地被看到。”一年后，专利被批准了。这个专利中的尼普可夫圆盘据认为也是世界上第一个电视畫面愛光栅（television image rasterizer）。但是，尼普可夫本人从来也没有做出一个模型来证明他的设计。直到1907年，放大管技术的进步才证明他的这个系统的可行性。
1897年，德国物理学家布劳恩发明了一种带荧光屏的阴极射线管。当电子束撞击时，螢幕上会发出亮光。当时布劳恩的助手曾提出用映像管做电视的显示器，固执的布劳恩却认为这是不可能的。
康斯坦丁·波斯基（Constantin Perskyi）在向1900年巴黎世博会提交的一篇论文中造出了television一词。波斯基的论文评估了机电技术的在当时的状况，并提到了尼普科夫等人的贡献。1906年，德国物理学家布劳恩的两位助手用这种阴极射线管制造了一台画面接收机，进行图像重现。但他们的这种装置重现的是静止画面，应该算是传真系统而不是电视系统。
1907年至1910年，波瑞斯·罗星（Boris Rosing）和他的学生弗拉基米爾·佐利金（Vladimir Zworykin）验证了在发射机中用快速转动的镜面扫描装置和在接收机中使用阴极射线管（cathode ray tube）的电视系统。波瑞斯·罗星（Boris Rosing）在1917年的“十月革命”中离开了人们的视线。而斯福罗金（Zworykin）之后去了美国无线电公司（the Radio Corporation of America）工作。他在那里建立了纯粹的电子式电视系统。不过，他的这个系统最终被认为是侵犯了菲罗·泰勒·范恩斯沃斯（Philo Taylor Farnsworth）的专利。

### 电子式电视
1911年，工程师艾伦·坎贝尔·斯文顿（Alan Archibald Campbell-Swinton）在伦敦发表演讲，同时在时代杂志中也被报道，描述了如何在发送端和接收端同时使用阴极射线管传输电视信号的细节。在演讲中，他还补充了在1908年撰写的杂志文章自然杂志中第一次描述的电子电视传送方法，这种传送方法沿用至今。其他人在当时也完成了使用阴极射线管作为接收机的实验，但是使用另外一个阴极射线管作为发送端的概念尚属首创。在19世纪20年代末，当机械电视还在普遍使用的时候，发明家菲尔·法恩斯沃斯和弗拉迪米尔·斯福罗金分别已经在研究全电子传输管的工作中。
俄裔美国科学家弗拉基米爾·佐利金(Vladimir Zworykin)（兹沃雷金），开辟了电子电视的时代。弗拉基米尔·佐利金（兹沃雷金）原是俄国圣彼德堡技术研所的电气工程师。早在1912年，他就开始研究电子摄像技术。1919年兹沃雷金移民美国，后在威斯汀豪森电气公司工作。
1923年，苏格兰发明家约翰·洛吉·贝尔德（John Logie Baird）的一个朋友告诉他：“既然马可尼能够远距离发射和接收无线电波，那么发射图像也应该是可能的。”这使他受到很大启发。贝尔德决心要完成用电子信号传送图像。他变卖了仅有的一些财产，并收集大量资料，把所有时间都投入到研制电视上，完成了电视机的设计工作。 贝尔德成功用电信号在屏幕上显示图像。
俄裔美国科学家弗拉基米爾·佐利金(Vladimir Zworykin)（兹沃雷金）同时也在实验阴极射线管来产生和显示影像。1923年在西屋电气公司(Westinghouse Electric Corporation 1886)工作期间，他研制了电子摄像管。但是在1925年的演示过程中，图像模糊不清，对比度很低，分辨率差，而且图像是静止的。这种摄像管没有走过实验阶段，但是RCA(获取了西屋电气公司专利权)相信法恩斯沃斯1927年影像分解器的专利条件过于宽泛，会排挤其他形式的电子成像技术。所以，RCA，在获取了1923年斯福罗金的专利应用之后，对法恩斯沃斯提出了专利牴触诉讼。美国专利办公室的检察官否决了1935年的决议, 制定了法恩斯沃斯的发明优先于斯福罗金。在1939年十月，RCA在输掉法庭上诉, 但是他们还是希望能更进一步的生产商用电视机设备,RCA同意支付法恩斯沃斯1百万美元(在2006年等同于1千3百80万美元) 在之后的10年期间内, 使用法恩斯沃斯的专利, 需要支付额外的授权费用.1929年兹沃雷金又推出一个经过改进的模型，结果仍然不理想。美国的 ARC公司最终投资了 5千万美元，1931年兹沃雷金终于制造出了摄像机显像管。同年，进行一个完整的光电摄像管系统的实地试验。在这次实验中，一个由240条扫描线组成的图像传送给4英里以外的一台电视机（使用镜子把 9英寸显像管的图像反射到电视机前），成功使电视摄像与显像方式电子化。
第一个半机械式模拟电视系统在1925年10月2日被苏格兰人约翰·洛吉·贝尔德(John Logie Baird)在伦敦的一次实验中“扫描”出木偶的图像看作是电视诞生的标志，他被称做“电视之父”。后来，他的这个系统被英国广播公司(BBC)所采用。后在1937年，英国广播公司(BBC)终止使用这种技术。因为在那时电子式电视系统更受欢迎。
决定性的解决方案—电视的基本原理基于在整个扫描周期内持续释放的电子流堆积和次要电子的储存的原理上—由匈牙利发明家Kálmán Tihanyi首次发现于1926年，1928年完善了该技术。

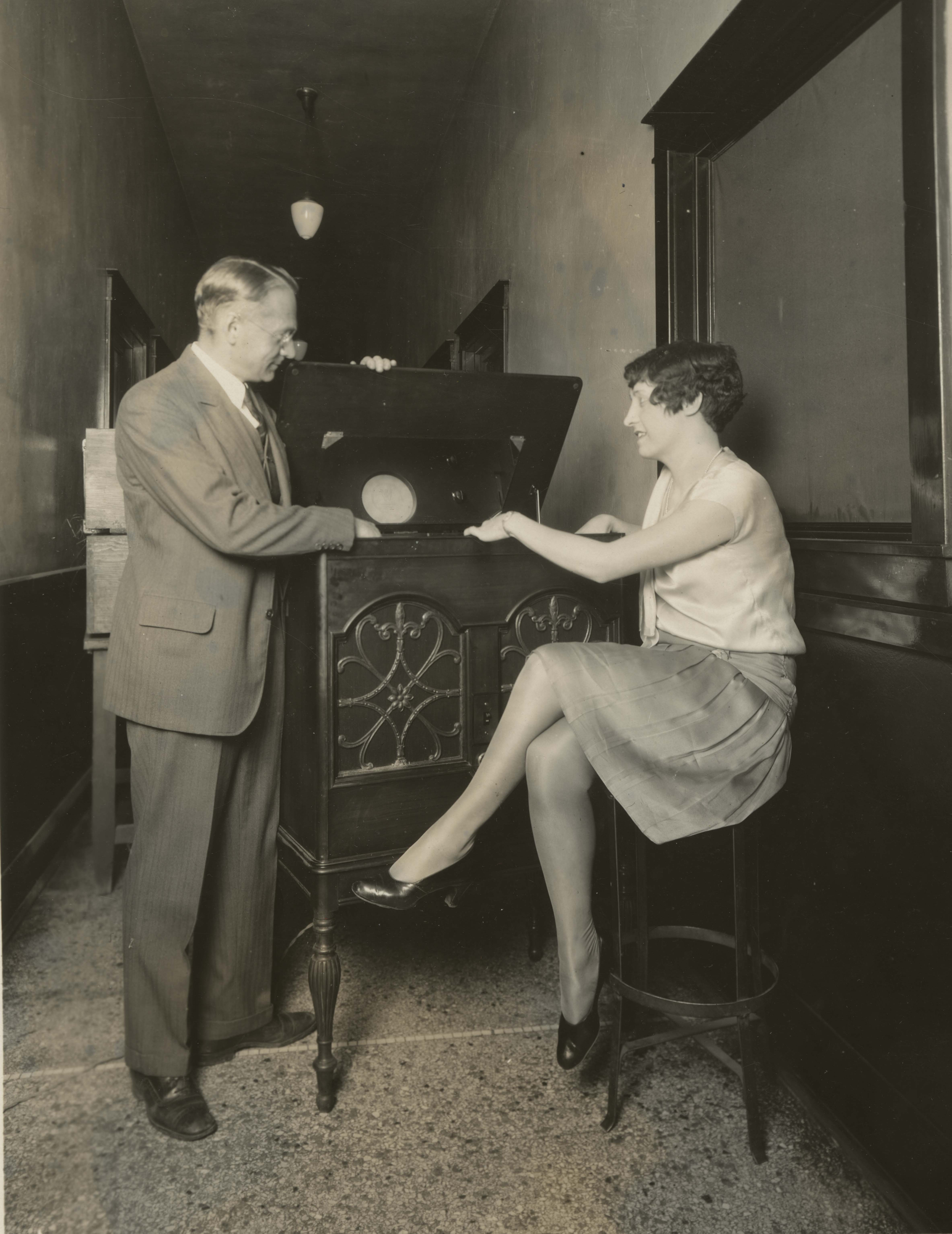
佐利金電子電視(1929)

在1927年12月7日，菲尔·法恩斯沃斯(Philo Farnsworth)在他的圣弗朗西斯科格林大街202号的实验室里，首次使用影像解剖(Image Dissector)摄影管传送了第一个图像：一条简单的直线。1928年，法恩斯沃斯研制了一套完整的系统给媒体进行演示，由电视传送一个动画图像影片。1929年，这个系统被更加的优化，去掉了电动发电机，现在他的电视系统没有任何运动部件。同年，法恩斯沃斯使用了他的电视系统传送了首个直播人类影像：一个3.5英寸他妻子Pem闭眼的动态图像（也许当时光线太亮的原因）。
1928年，“第五届德国广播博览会”在柏林开幕。展会中电视第一次作为公开产品展出。有线的机械电视传播信号的距离和范围非常有限，图像也相当粗糙，无法显示精细的画面。因为只有几分之一的光线能透过尼普可夫圆盘的孔洞，为得到理想的光线，就必须增大孔洞，但画面将十分粗糙。要提高图像的清晰度，必须增加孔洞数目，但是，孔洞变小，能透过来的光线便会减少，图像便会模糊不清。机械电视的这一缺陷导致这种技术被淘汰。
1929年，英国广播公司（BBC）允许贝尔德公司开展公共电视广播业务。30年代以后，贝尔德又转向了彩色电视的研究。经过不断地改进设备提高技术，贝尔德研制的电视效果越来越好，引起了极大的轰动。后来成立了“贝尔德电视发展公司”。随着技术和设备的不断改进，贝尔德电视的传送距离有了较大的改进。
1933年俄裔美国科学家弗拉基米爾·佐利金(Vladimir Zworykin)（兹沃雷金）又研制成功可供电视摄像用的摄像管和显像管。完成了使电视摄像与显像完全电子化的过程，至此，现代电视系统基本成型。今天电视摄影机和电视接收的成像原理与器具，就是根据他的发明改进而来。
1934年8月25日法恩斯沃斯在宾夕法尼亚州费城的富兰克林学会首次给全世界演示一套完整的全电子电视系统。其他发明家之前只是展示了类似系统的部分功能，或者演示使用静态影像或者动态图片影片的电子系统。但是法恩斯沃斯是第一个把电子扫描电视摄像机和电子扫描电视接收机整合在一起，提供直播，动态，黑白图像的系统。不幸的是，他的摄像机需要很强的光线，所以他的工作被迫中断。
在英国，艾萨克·舒伯特(Isaac Shoenberg)使用斯福罗金的想法开发了马可尼-电磁干扰(Marconi-EMI)自己的电子摄像管，这个设计构成了为BBC制造的摄像机的核心部件。使用这种摄像管，在1936年11月2日，一条405线的服务被架设在亚历山大宫的摄影棚内，由安装在维多利亚大厦(Victorian building)顶上特殊制造的桅杆形天线进行广播。它暂时替隔壁的贝尔德机械电视系统进行播出，但是它更可靠，也具备更佳的清晰度。而桅杆形的天线一直沿用至今。这台完全用电子电视系统播放的节目，给人们留下了深刻的印象。同年德国柏林举行的奥林匹克运动会的报道，共使用了 4台摄像机拍摄比赛情况。佐尔金发明的全电子摄像机,担这台机器体积庞大，它的一个1.6米焦距的镜头就重45公斤，长 2.2米，被戏称为电视大炮。这4台摄像机的图像信号通过电缆传送到帝国邮政中心，在那里图像信号经过混合后，通过电视塔被发射出去。柏林奥运会期间，每天用电视播出长达 8小时的比赛实况，共有16万多人通过电视观看了奥运会。
1939年，英国大约有 2万个家庭拥有电视机，美国无线电公司的电视也在纽约世博览会上首次露面，开始第一次固定的电视节目演播。二战的爆发使得刚发展起来的电视的发展停滞了10年。战争结束后，电视工业又蓬勃发展起来，电视也迅速流行起来。1946年，英国广播公司恢复了固定电视节目，美国政府也解除了禁止制造新电视的禁令；电视工业便飞速发展起来。在美国，从1949年到1951年，不仅电视节目已在全国普遍播出，电视机的数目从1百万台升至1千多万台，成立了许多家电视台。幽默剧、轻歌舞、卡通片、娱乐节目和好莱坞电影常在电视中播出。
德国科学家卡罗鲁斯也在电视研制做出了成就。1942年，卡罗鲁斯小组(包括两名科学家，一名机械师和一名木工)，造出一台设备。这台设备用两个直径为 1米的尼普可夫圆盘作为发射和接收信号的两端，每个圆盘上有48个1.5毫米的小孔，能够扫描 48行，用一个同步马达把两个圆盘连接起来，每秒钟同步转动10幅画面，图像投射到另一台接收机上。他们称这台机器为大电视。这台大电视的效果比贝尔德的电视要清晰许多。但从未进行过公开展示，因而他们的发明鲜为人知。
1956年，金斯伯格和安德逊设计的Modoll VRllo录像机的问世，使电技术前进了一大步。因最初制作电视节目一般采用两种方式。一种是用电视胶片把节目拍摄下来，冲印，再通过电子扫描播出。采用这种方法的一个最大的缺陷，是无法进行电视节目的实况转播。另外一种是用摄像机直接把信号传播出去。这虽然满足了那些希望目睹现场情景的观众的需要，但是它不能重放。录像机的出现改变了这种状况。
1972年，日本索尼公司推出一种3／4英寸大的盒式磁带，根本上改变了电视节目的制方法。是世界上第一个专业彩色录像放映系统索使用的盒式磁带。
2020年末，香港會於2020年12月1日中止模擬電視廣播